# 아이언바텀 해협

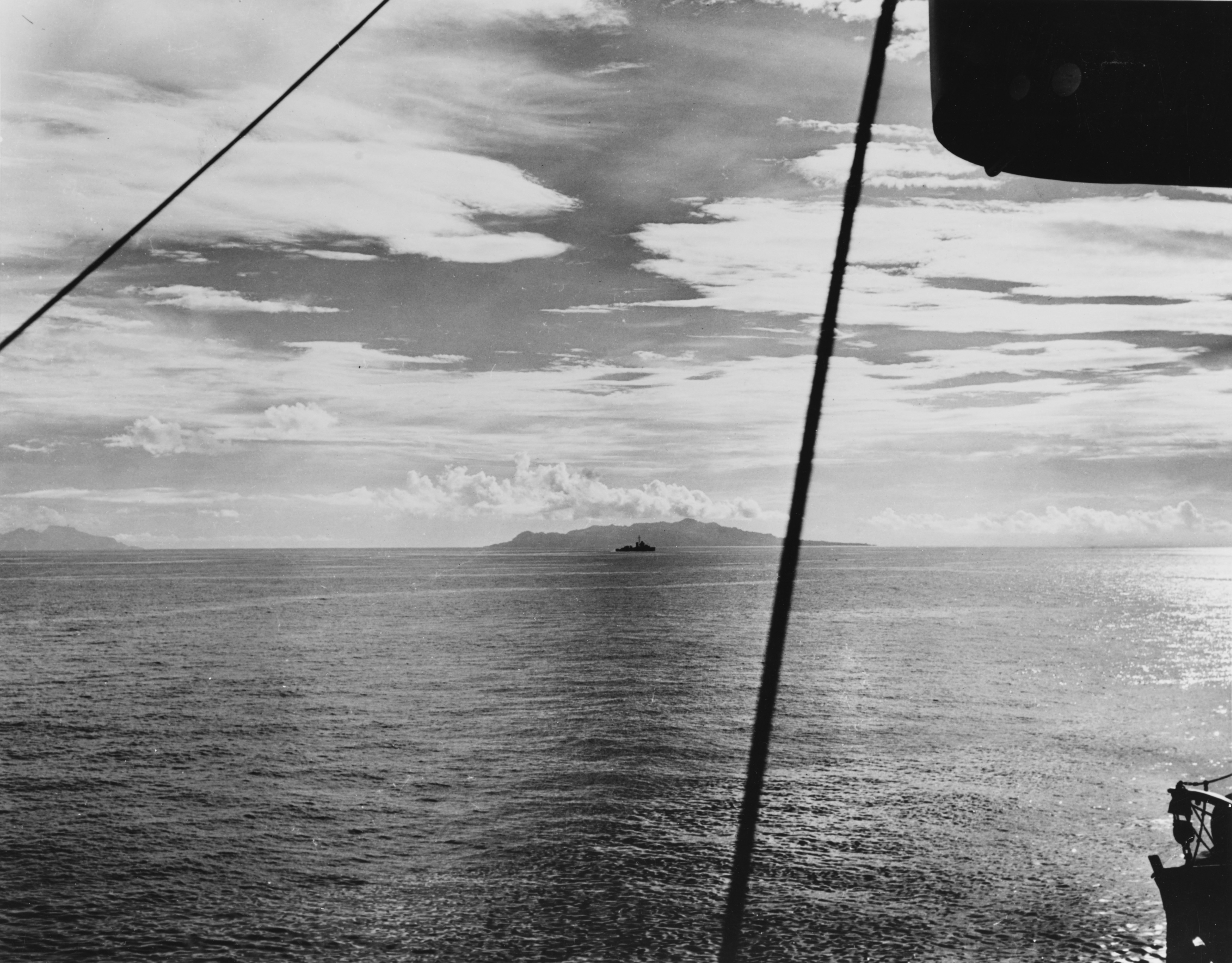
1942년 8월, 연합군이 과달카날섬과 툴라기섬에 상륙한 이후 촬영한 아이언바텀 해협. 중앙에 사보섬이, 왼편에 과달카날섬이 보인다.

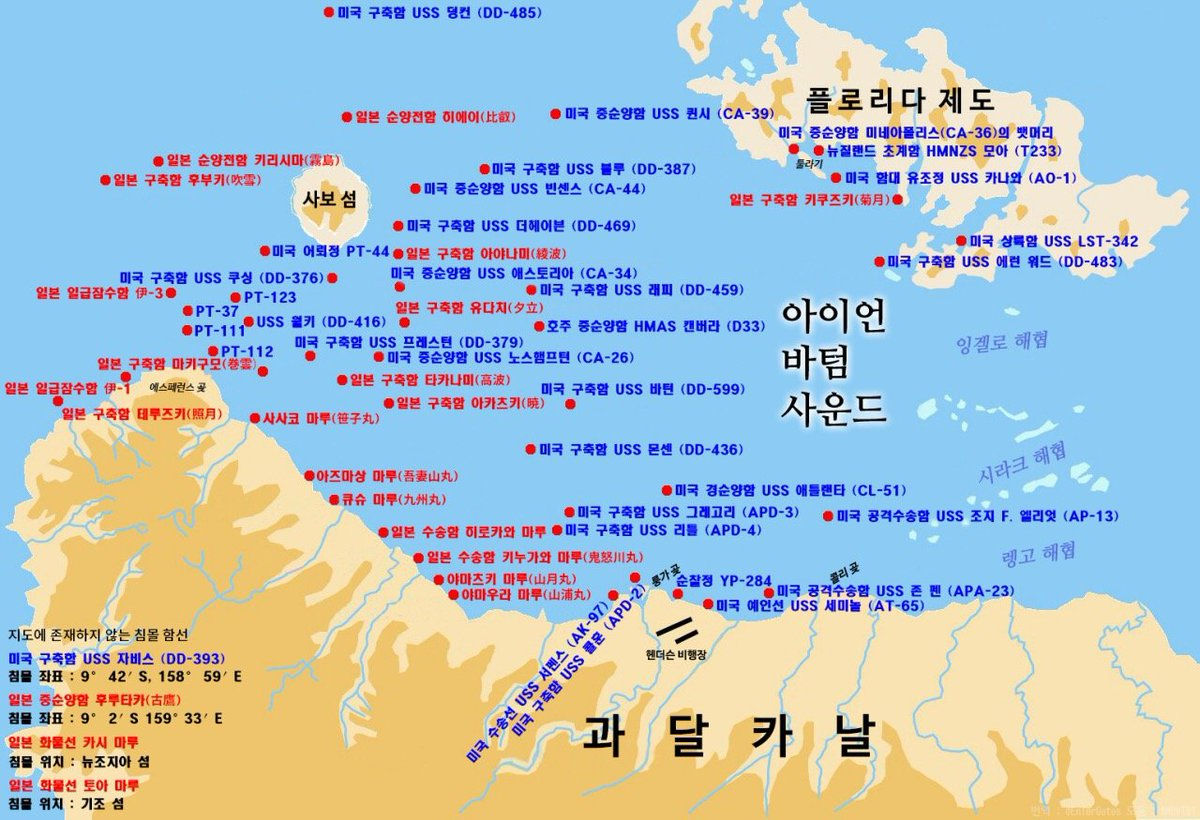
아이언바텀 해협에서 침몰한 선박의 위치 지도.

아이언바텀 해협(Ironbottom Sound, Iron Bottom Sound, Ironbottomed Sound) 또는 아이언바텀만(Iron Bottom Bay), 철저 해협(鐵底 海峽)은 솔로몬 제도의 플로리다 제도, 사보섬, 과달카날섬 사이에 있는 사보 해협(Savo Sound)에 연합국이 이름붙인 또 다른 이름이다. 이 이름은 1942년에서 1943년 사이 치러진 과달카날 전역 당시 수십 척의 배와 비행기가 침몰하면서 붙여졌다. 전쟁 전에는 이 해협을 실라크 해협(Sealark Channel)이라고 불렀다.

## 관련 전투
- 사보섬 해전, 1942년 8월 9일
- 에스퍼런스곶 해전, 1942년 10월 11-12일
- 과달카날 해전, 1942년 11월 13-15일
- 타사파롱가 해전, 1942년 11월 30일
- 이고 작전, 1943년 4월 1-16일

## 침몰한 선박

### 연합군 측
- USS 에런 워드 (미군 글리브즈급 구축함)
- USS 애스토리아 (미군 뉴올리언스급 순양함)
- USS 애틀랜타 (미군 애틀랜타급 방공순양함)
- USS 바턴 (미군 벤슨급 구축함)
- USS 블루 (미군 배글레이급 구축함)
- HMAS 캔버라 (호주군 카운티급 순양함)
- USS 콜훈 (미군 위키스급 구축함})
- USS 쿠싱 (미군 매핸급 구축함)
- USS 더헤이븐 (미군 플레처급 구축함)
- USS 덩컨 (미군 글리브즈급 구축함)
- USS 조지 F. 엘리엇 (미군 헤이우드급 공격수송함})
- USS 그레고리 (미군 위키스급 구축함)
- USS 자비스 (미군 배글레이급 구축함)
- USS 존 펜 (미군 공격수송함)
- USS 카나와 (미군 카나와급 함대유조정)
- USS 래피 (미군 벤슨급 구축함)
- USS 리틀 (미군 위키스급 구축함)
- HMNZS 모아 (뉴질랜드군 버드급 코르벳)
- USS 몬센 (미군 글리브즈급 구축함)
- USS 노스햄프턴 (미군 노스햄프턴급 중순양함)
- USS 프레스턴 (미군 매핸급 구축함)
- PT-37 (미군 PT보트 모토어뢰정)
- PT-44 (미군 PT보트)
- PT-111 (미군 PT보트)
- PT-112 (미군 PT보트)
- PT-123 (미군 PT보트)
- USS 퀸시 (미국 뉴올리언스급 순양함)
- USS 세미놀 (미군 나바호급 원해예인선)
- USS 서펜스 (미국 해안경비대 소속 리버티급) (1945년 1월 9일 적재된 화물이 폭발하며 침몰)
- USS 빈센스 (미군 뉴올리언스급 순양함)
- USS 월키 (미군 심즈급 구축함)
- YP-284 (미군 순찰정)

### 일본군 측
- I-1 (일본군 J1형 잠수함)
- I-3 (일본군 J1형 잠수함)
- 아카츠키 (일본군 아카츠키급 구축함)
- 아야나미 (일본군 후부키급 구축함)
- 아즈마상 마루 (일본군 화물선)
- 후부키 (일본군 후부키급 구축함)
- 후루타카 (일본군 후루타카급 순양함)
- 히에이 (일본군 곤고급 순양전함)
- 히로카와 마루 (일본군 수송함)
- 가시 마루 (일본군 화물선)
- 기쿠즈키 (일본군 무츠키급 구축함)
- 기누가와 마루 (일본군 수송함)
- 기리시마 (일본군 곤고급 순양전함)
- 마키구모 (일본군 유구모급 구축함)
- 다카나미 (일본군 유구모급 구축함)
- 데루즈키 (일본군 아키즈키급 구축함)
- 도아 마루 (일본군 수송함)
- 유다치 (일본군 시라츠유급 구축함)

## 같이 보기
- 난파선 목록

## 참고 문헌
- The Lost Ships of Guadalcanal, Robert D. Ballard, ISBN 0-446-51636-8